# Torneio Internacional Charles Miller
Het Torneio Internacional Charles Miller was een internationale voetbalbeker die in 1955 gehouden werd. Het toernooi werd gespeeld van 19 juni tot 10 juli en wedstrijden werden gespeeld in Rio de Janeiro en São Paulo. Het toernooi werd vernoemd naar Charles Miller, de Braziliaanse voetbalpionier.
Het toernooi werd georganiseerd door de Confederação Brasileira de Desportos (CBD). De afgelopen jaren werden er meerdere toernooien georganiseerd voor Europese en Zuid-Amerikaanse clubs, maar doordat in 1955 de Europacup I van start ging verloren de Europese clubs hun interesse in andere toernooien. 
De wedstrijd die de meeste toeschouwers lokte werd gespeeld op 3 juli, America tegen Benfica. Er kwamen 94.642 kijken. 

## Deelnemers
| Club        | Geplaatst als                      |
| ----------- | ---------------------------------- |
| Flamengo    | Staatskampioen Rio de Janeiro 1954 |
| America     | Vicekampioen Rio de Janeiro 1954   |
| Corinthians | Staatskampioen São Paulo 1954      |
| Palmeiras   | Vicekampioen São Paulo 1954        |
| Peñarol     | Uruguyaans landskampioen 1954      |
| Benfica     | Portugees landskampioen 1954/55    |

## Eindstand
| Plaats | Club        | Wed. | W | G | V | Saldo | Ptn. |
| ------ | ----------- | ---- | - | - | - | ----- | ---- |
| 1.     | Corinthians | 5    | 4 | 1 | 0 | 12:5  | 9    |
| 2.     | America     | 5    | 3 | 1 | 1 | 12:8  | 7    |
| 3.     | Flamengo    | 5    | 3 | 0 | 2 | 6:6   | 6    |
| 4.     | Benfica     | 5    | 2 | 0 | 3 | 7:8   | 4    |
| 5.     | Palmeiras   | 5    | 0 | 2 | 3 | 7:11  | 2    |
| 6.     | Peñarol     | 5    | 0 | 2 | 3 | 6:12  | 2    |

|  | Winnaar |

### Kampioen
| Torneio Internacional Charles Miller |
| Brazilië                             |
| ------------------------------------ |
| CORINTHIANS Kampioen                 |